# Височани (Грчка)
Височани или Височен (грч. Ξηροπόταμος, Ксиропотамос) је насељено место у општини Драма у периферији Источна Македонија и Тракија, Грчка. Према попису из 2021. године било је 2.409 становника.
Према бугарском географу и историчару, Василу Канчову, у Височану је 1900. године живело 1.150 Словена хришћана, 250 Турака и 12 Рома. Године 1923. турско становништво је принудно исељено у Турску и део словенског у Бугарску, а на њихово место је насељено 87 грчких избегличких породица, укупно 396 особа. На попису из 1928. године Височани су имали 1.925 становника, од чега су Словени били апсолутна већина. Избегло словенско становништво у Бугарској насељено је претежно у Гоце Делчеву и околини, као и у Пловдиву, Пазарџику и Хаскову.